# Тим Кейн
Тимъти Майкъл „Тим“ Кейн (роден на 26 февруари 1958 г. в Сейнт Пол, Минесота) е американски политик, сенатор от щата Вирджиния, член на Демократическата партия. Преди това е бил губернатор на Вирджиния от 2006 до 2010 г.
Спечелилият първичните избори на Демократическата партия през 2016 г. Хилъри Клинтън го избира за кандидат-вицепрезидент на Демократическата партия на 22 юли 2016 г.